# Hemaris
Hemaris är ett släkte av fjärilar som beskrevs av Johan Wilhelm Dalman 1816. Hemaris ingår i familjen svärmare, Sphingidae.

## Dottertaxa tillHemaris, i alfabetisk ordning[1][2]
- Hemaris aethra Strecker, 1875 [3]
- Hemaris affinis Bremer, 1861
- Hemaris aksana Le Cerf 1923
- Hemaris alaiana Rothschild & Jordan 1903
- Hemaris beresowskii Alphéraky, 1897
- Hemaris croatica Esper 1800
  - Hemaris croatica fahiri de Freina 2004
- Hemaris dantchenkoi Eitschberger & Lukhtanov 1996
- Hemaris dentata Staudinger 1887
- Hemaris diffinis Boisduval 1836
- Hemaris ducalis Staudinger 1887
  - Hemaris ducalis lukhtanovi Eitschberger, Danner & Surholt 1998
- Hemaris fuciformis Linnaeus 1758, Humledagsvärmare
- Hemaris galunae Eitschberger, Müller & Kravchenko 2005
- Hemaris gracilis Grote & Robinson 1865
- Hemaris molli Eitschberger, Müller & Kravchenko 2005
- Hemaris ottonis Rothschild & Jordan 1903
- Hemaris pseudodentata Dubatolov 2003
- Hemaris radians Walker, F. 1856
- Hemaris rubra Hampson [1893]
- Hemaris saldaitisi Eitschberger, Danner & Surholt 1998
- Hemaris saundersi Walker, F. 1856
- Hemaris staudingeri Leech 1890
- Hemaris syra Daniel 1939
- Hemaris thetis Boisduval 1855
- Hemaris thysbe Fabricius 1775
- Hemaris tityus Linnaeus 1758, Svävflugedagsvärmare
- Hemaris venata Felder 1861

## Bildgalleri

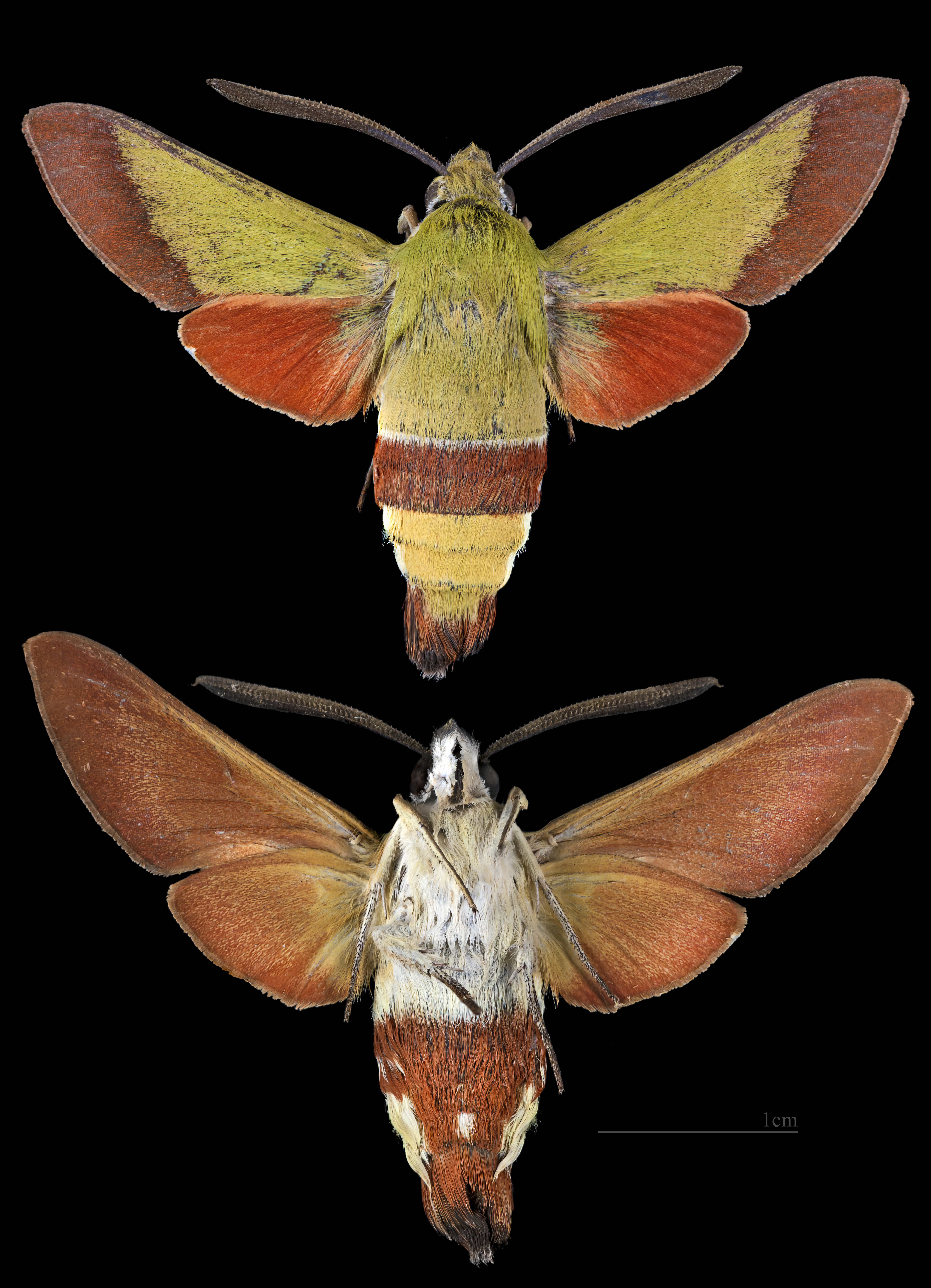
Hemaris croatica
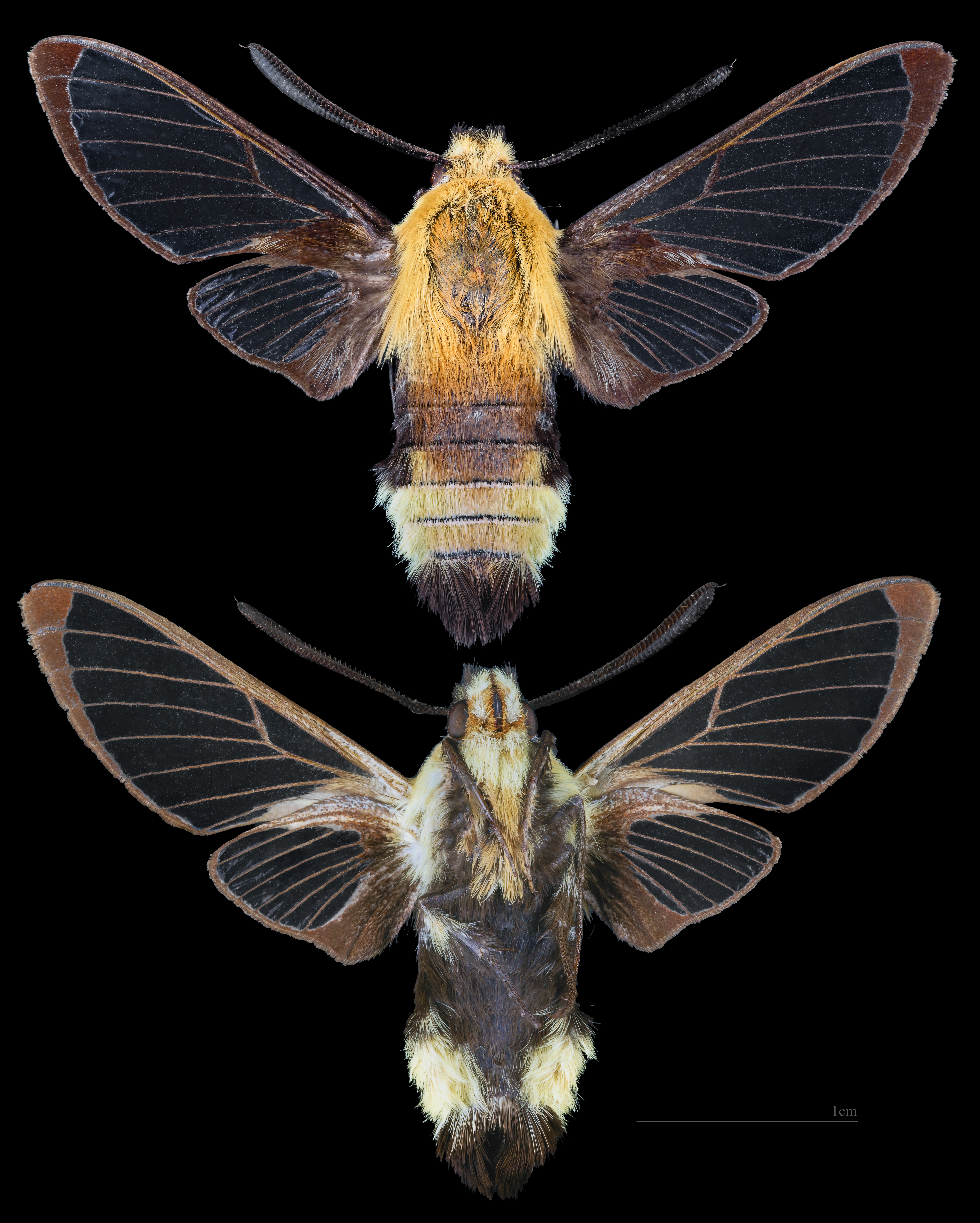
Hemaris diffinis
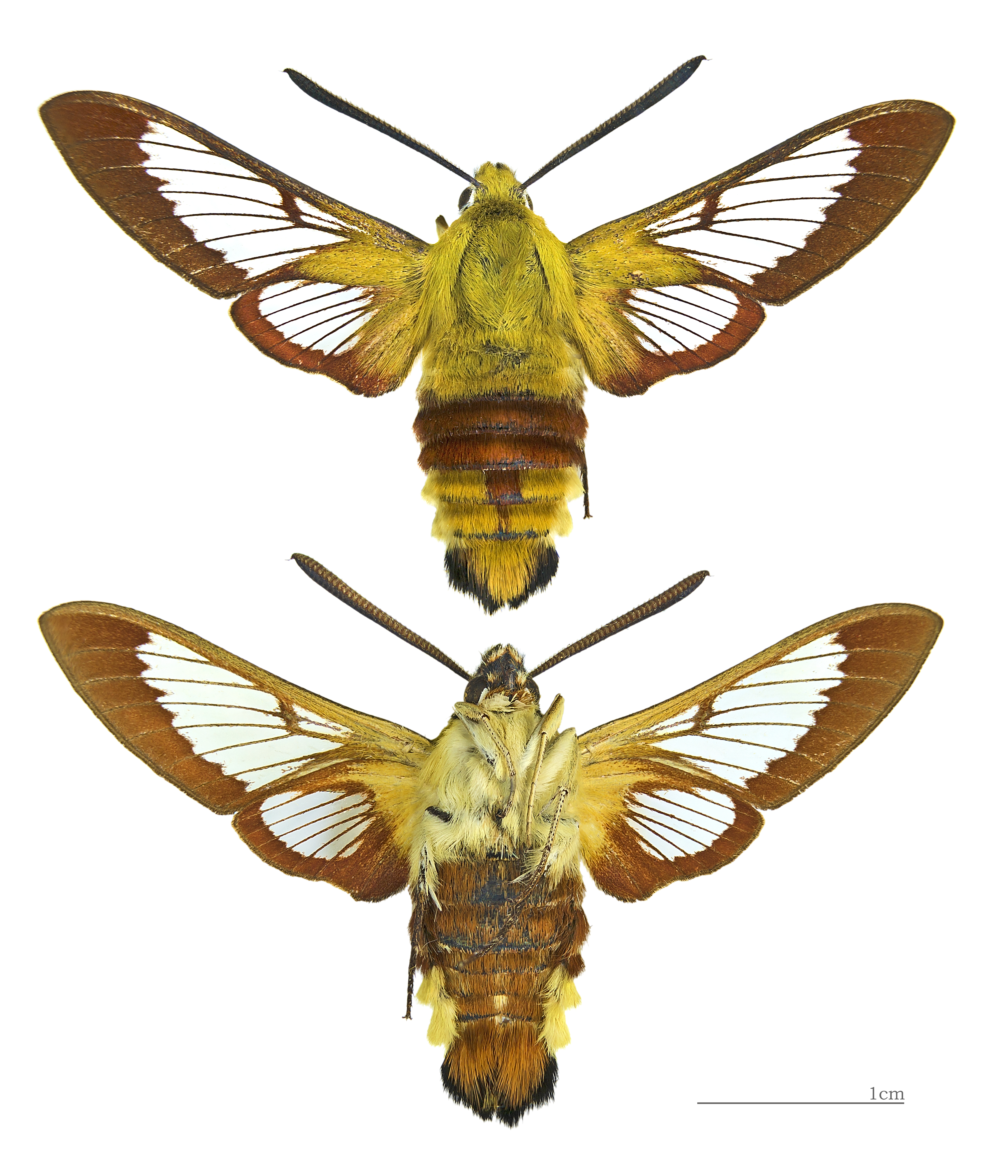
Humledagsvärmare, Hemaris fuciformis
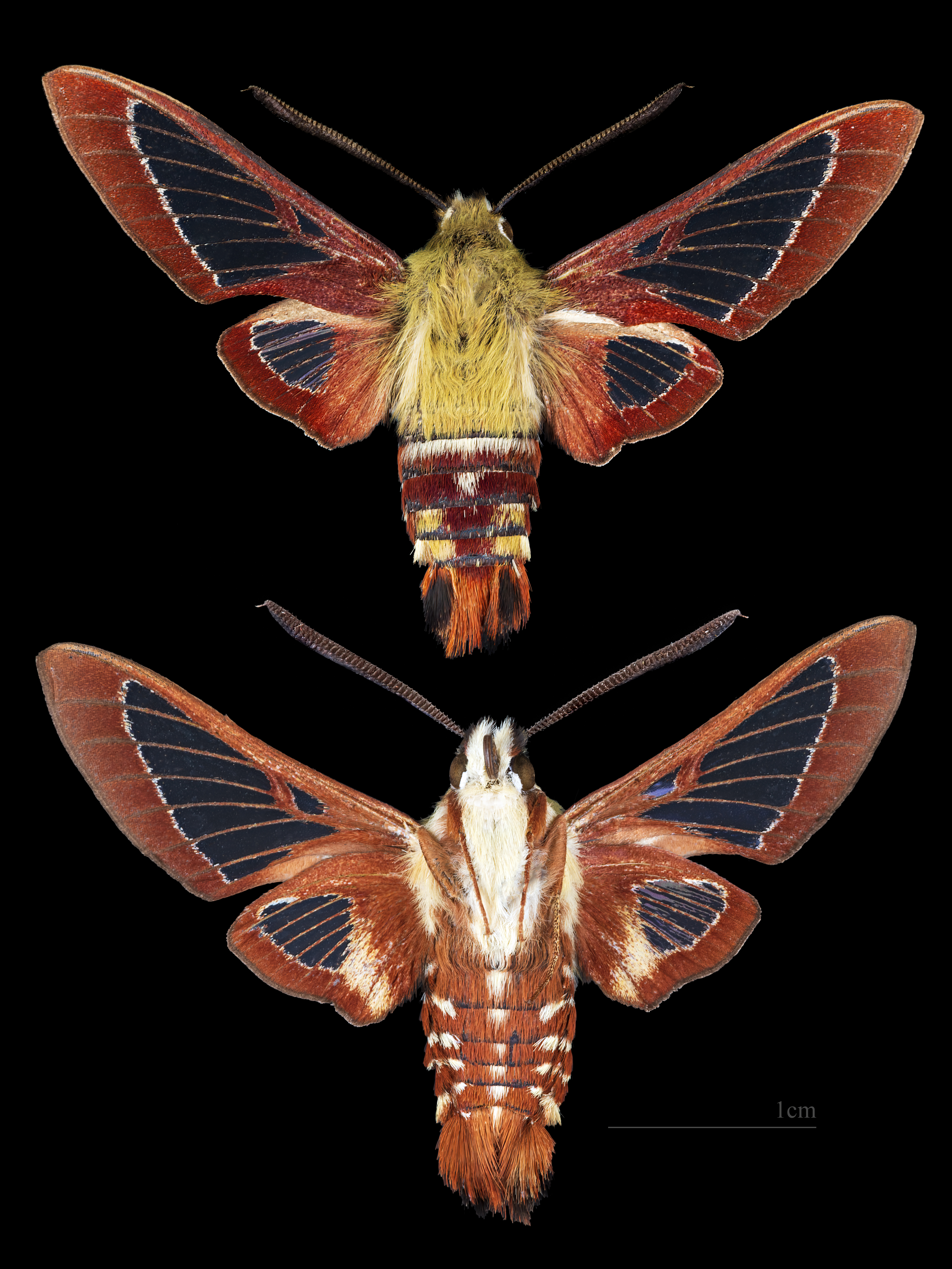
Hemaris gracilis
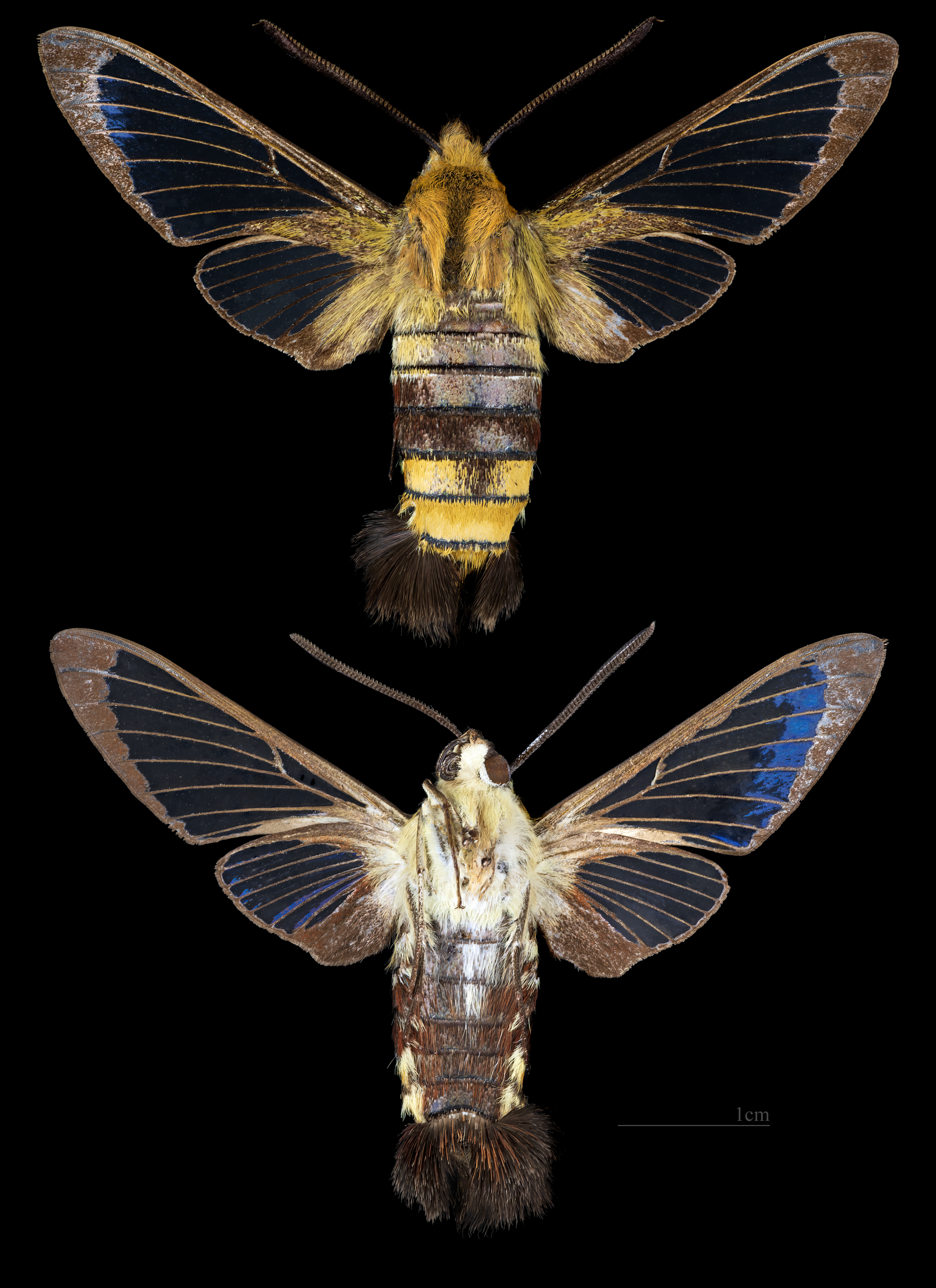
Hemaris saundersi
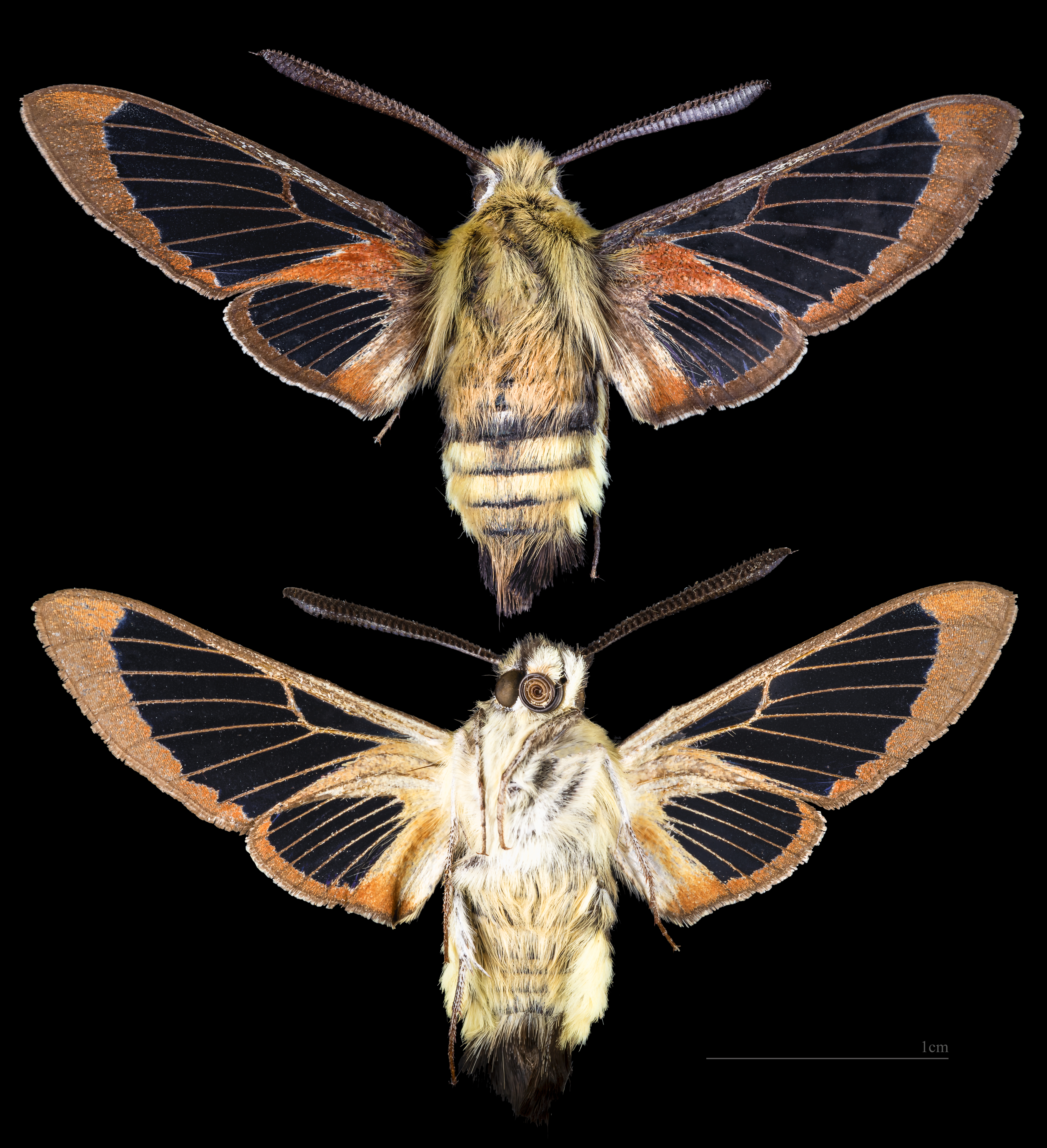
Hemaris thetis
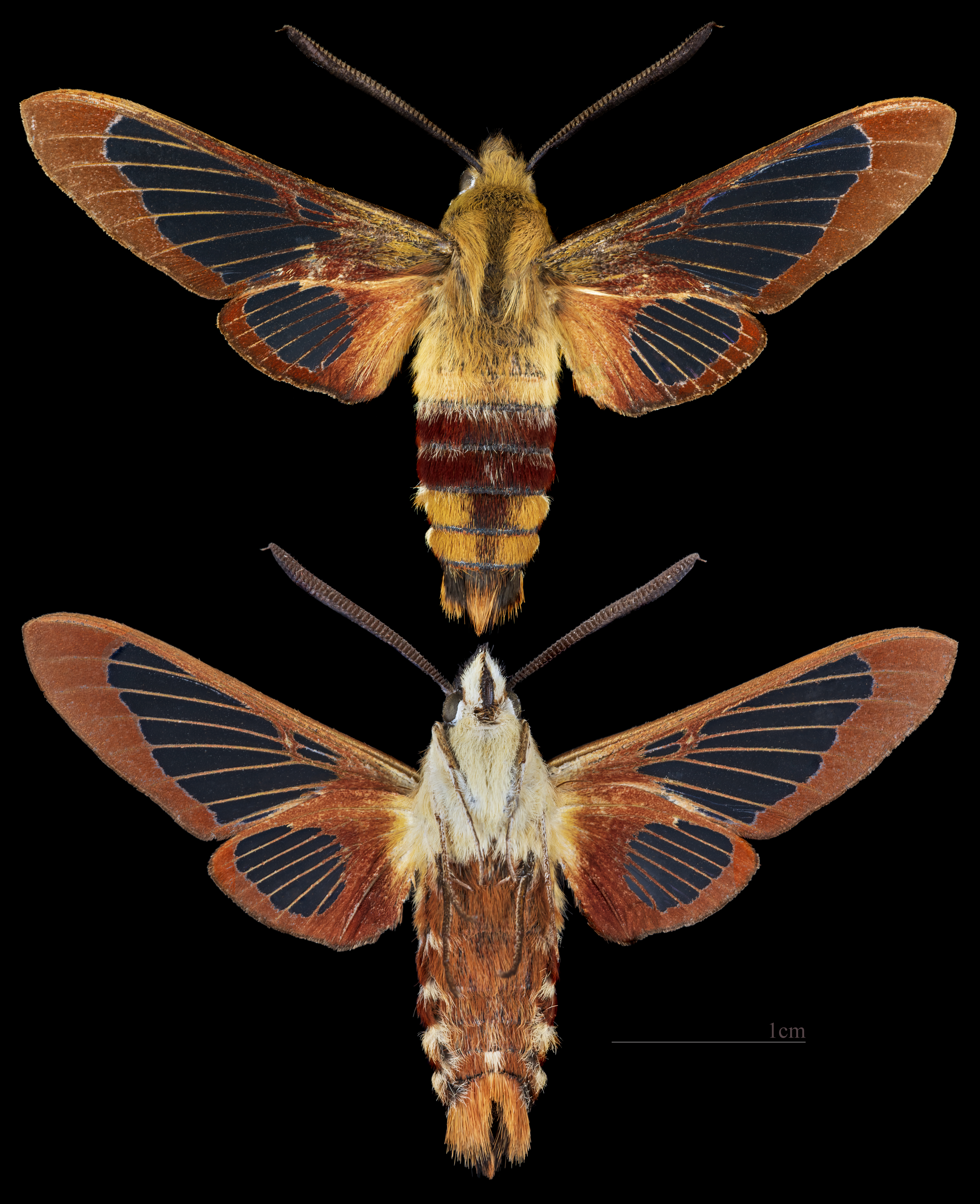
Hemaris thysbe
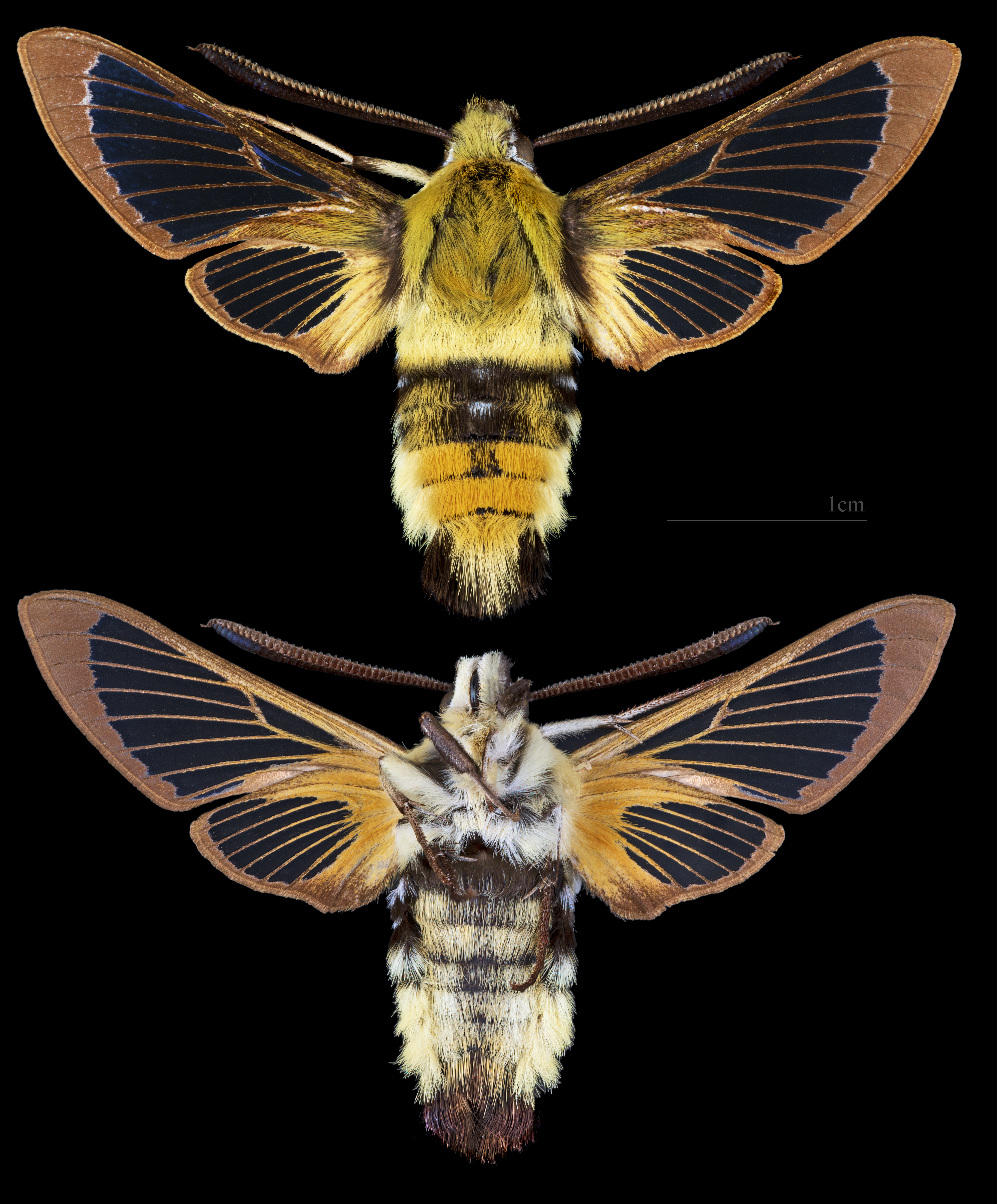
Svävflugedagsvärmare, Hemaris tityus